# Venusheuvel

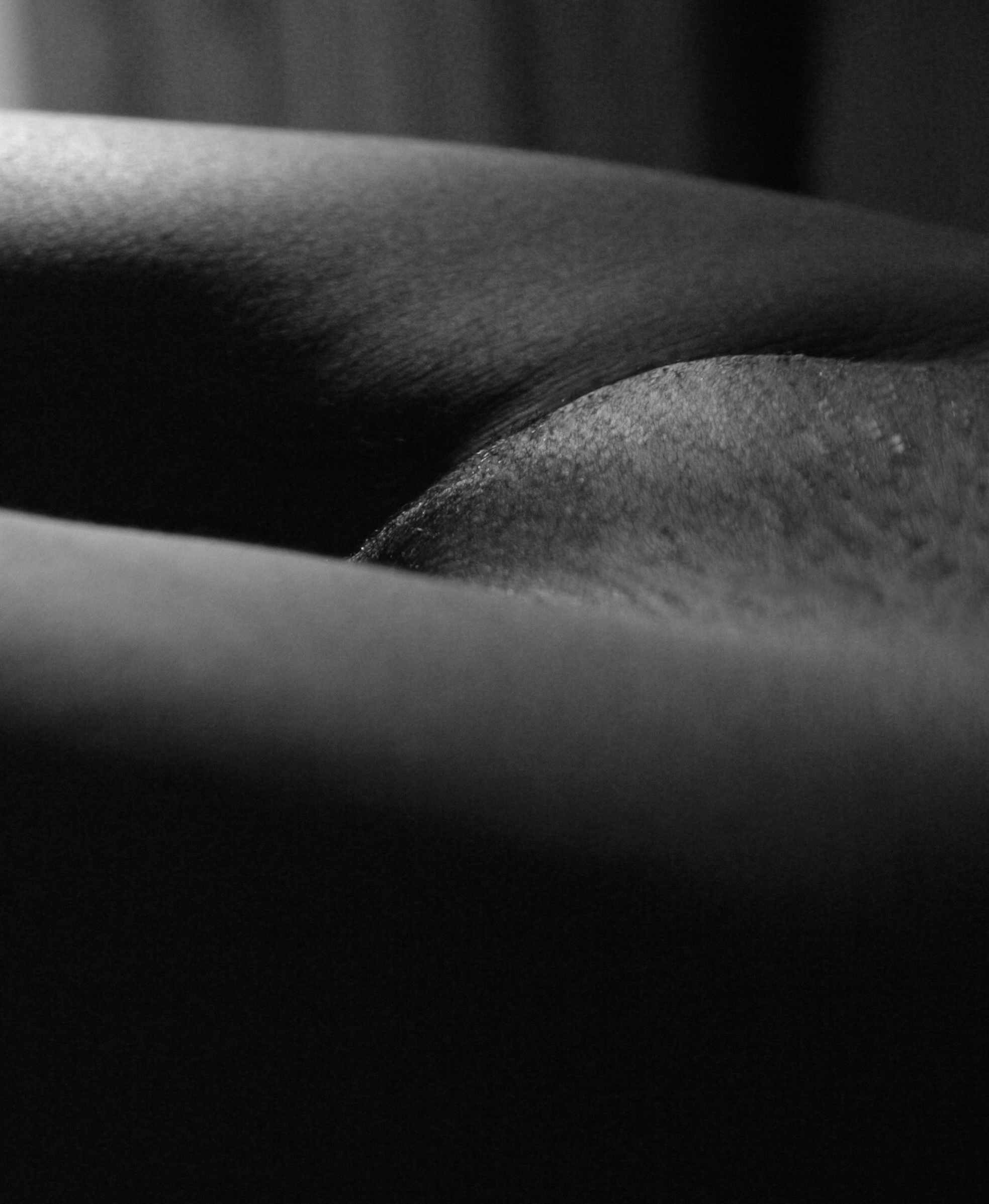
Venusheuvel

De venusheuvel, venusberg, mons Veneris, mons pubis of episium is een driehoekig gebied onderaan de buik van een vrouw. De venusheuvel is na de puberteit in meer of mindere mate begroeid met schaamhaar. Het gebied wordt heuvel genoemd, omdat het boven de omgeving uitkomt doordat het schaambeen er pal onder ligt. Ook mannen hebben een heuvel in deze omgeving, die ook mons pubis genoemd wordt.
De venusheuvel is genoemd naar Venus, de Romeinse godin van de liefde.